# Babiana fourcadei
Babiana fourcadei är en irisväxtart som beskrevs av Gwendoline Joyce Lewis. Babiana fourcadei ingår i släktet Babiana och familjen irisväxter. Inga underarter finns listade i Catalogue of Life.